# El Khat
El Khat est une commune de Mauritanie située dans le département de Mederdra de la région de Trarza.